# Radio Rurale

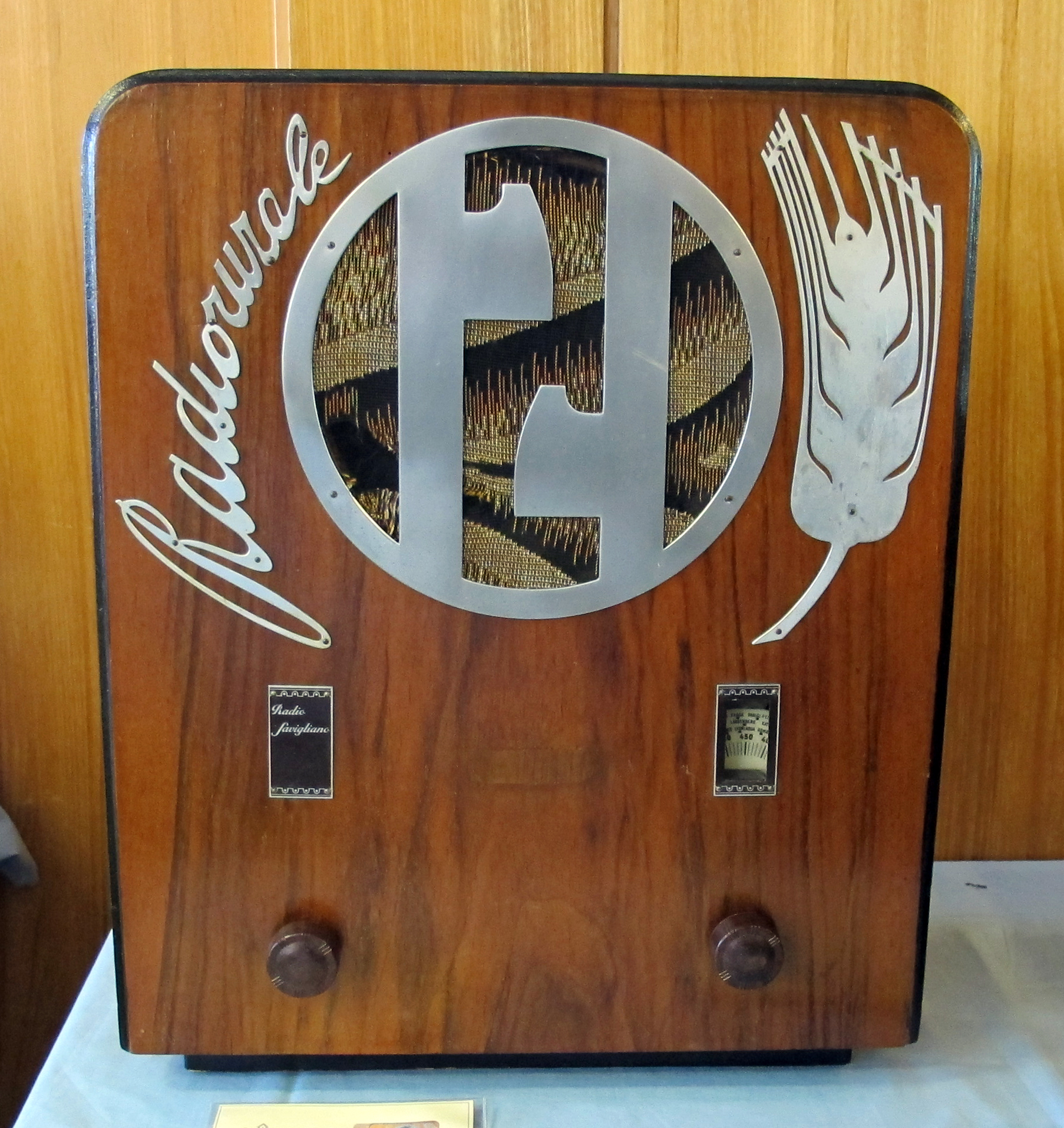
Radio Rurale di marca Savigliano (Italia), 1935

La Radio Rurale è un apparecchio radiofonico che inizia a diffondersi nella seconda metà del 1933 e la cui produzione cessa nel 1939.

## Storia e caratteristiche tecniche
Nasce come ricevitore radiofonico con caratteristiche standardizzate, promosso in epoca fascista dall'Ente Radio Rurale per essere installato in zone di riunione collettiva segnatamente negli ambienti rurali e nelle scuole.
L'apparecchio era acquistabile solo dagli istituti scolastici, dalle sedi dell'O.N.B., del P.N.F., dalle Parrocchie rurali, dalle sedi rurali dell'Opera nazionale dopolavoro, dalle Cattedre ambulanti di agricoltura, dalle sedi della Confederazione sindacale fascista dell'agricoltura e dalle sedi della Confederazione agricoltori o per donazione agli stessi. Grazie a questa manovra tre milioni di scolari italiani hanno avuto la possibilità di entrare in contatto con un mezzo di comunicazione allora altamente elitario.
Il prezzo al momento dell'uscita, calmierato per legge, è di 600 Lire, pagabile anche a rate anticipando al momento dell'ordinazione la cifra di 207,80 Lire (200 Lire di anticipo più 7,80 Lire per il rimborso delle spese dei bolli) e sottoscrivendo 10 cambiali per le rate mensili di 40 Lire ciascuna. Il prezzo viene poi diminuito a 575 lire nel marzo del 1935 e a 475 Lire nel settembre dello stesso anno. Il 15 gennaio del 1936 il prezzo viene aumentato a 550 Lire. Le spese di spedizione sono a carico dell'acquirente. L'apparecchio viene spedito con le valvole smontate e la fornitura comprende: una presa di corrente con attacco a vite Edison per la derivazione da un portalampade, 4 metri di filo di rame per la presa di terra, 10 metri di filo per l'antenna interna, 12 isolatori di porcellana per l'installazione dell'antenna.
Il Ministero delle comunicazioni indice due concorsi: con il primo del maggio del 1931 si individuano le caratteristiche tecniche ed i requisiti del futuro ricevitore, con il secondo del luglio del 1932, si individuano i costruttori. La radio deve essere idonea a ricevere le stazioni radiofoniche con lunghezza d'onda compresa tra i 200 e i 580 metri (onde medie).
Lasciando liberi i costruttori nella scelta degli schemi e del numero delle valvole, si impone la condizione che i ricevitori debbano essere idonei a garantire una potenza tale che, mediante l'impiego di una comune presa di terra e di un'antenna interna, la ricezione della stazione E.I.A.R. più vicina o di quella meglio ricevibile, deve essere chiara e ben comprensibile in qualunque località per un pubblico non inferiore a 60 persone. Anche i comuni in fondo valle, dove la ricezione è più difficile per l'attenuazione del campo elettromagnetico, devono poter ricevere le emissioni di una stazione radio distante tra i 100 e i 150 km.
Ne risultò una supereterodina con alimentazione a corrente alternata con tensioni tra i 110 e 220 Volt. Solo successivamente si provvede alla produzione di apparecchi a batteria e di quelli a corrente continua (prodotti dalla ditta Geloso). È prevista la possibilità di collegare all'apparecchio un altoparlante esterno, al fine di servire un ulteriore ambiente principale, e un fonografo.
Tutti i produttori muniti della cosiddetta licenza di costruzione, sono stati invitati a partecipare al concorso. Risultano idonei 10 produttori (riportati con la ragione sociale dell'epoca): Allocchio e Bacchini, C.G.E., F.I.M.I. (Phonola), Marelli, Safar, Savigliano, Philips, Siemens, Siti – Acesa ed Unda. Al fine di rientrare nel prezzo imposto i produttori adottano le specifiche estetiche richieste e, il più delle volte, invece di realizzare un modello completamente nuovo, adattano un modello già in produzione. Ad esempio la Philips, con la sua R.R. XVI Radiorurale, utilizza come base di partenza lo chassis della Philips 764M (prodotta sia in Italia che in Germania) e la maggior parte dei suoi componenti lasciando le sole Onde medie e togliendo l'indicatore di sintonia e il controllo di tono.
In quanto stabilmente collocato nell'edificio scolastico ed adibito a scopi educativi, per l'apparecchio Radiorurale è prevista l'esenzione del pagamento della licenza annuale alle radioaudizioni, che all'epoca era di 80 Lire annuali.
Alla fine dell'epoca fascista, come sentimento di rivolta e di disprezzo a quella ideologia totalitaria, moltissime radio sono state distrutte o mutilate dei simboli fascisti in esse riprodotti. La scarsa produzione di questi apparecchi, non acquistabili direttamente dai privati e le numerose distruzioni effettuate, hanno fatto sì che la quotazione delle radio arrivate ai giorni nostri sia molto elevata.

## Modelli prodotti
| Produttore         | Modello | Tubi a vuoto utilizzati                                             |
| ------------------ | --- | ------------------------------------------------------------------- |
| Allocchio Bacchini | 54 R. Radiorurale | 57-58-57-47-80                                                      |
| C.G.E.             | Radiorurale (derivata dal modello C.G.E Audiola XI e prodotta in due versioni con piccole differenze estetiche)        | 58-2A7-57-2A5-80                                                    |
| C.G.E.             | Radiorurale (derivata dal modello C.G.E 720)                                                                           | 6A7-78-75-42-80                                                     |
| Geloso             | R.R. 38 Radiorurale (modello a batterie)                                                                               | 1A6-1A4-1F6-1F4                                                     |
| Geloso             | R.R. 43 Radiorurale (modello ad alimentazione di rete a corrente continua)                                             | 6A7-78-75-25L6G                                                     |
| Philips            | 805AS Radiorurale | S493-TU430-B491-S495-R4100                                          |
| Philips            | 836A Radiorurale | E455-E462-E499-E433H-1023                                           |
| Philips            | 528AR Radiorurale | AK1-AF2-E444-E443H-506Z                                             |
| Philips            | 651RR Radiorurale | AK1-AF2-E444-E443H-1805                                             |
| Philips            | R.R. XVI Radiorurale (derivata dal modello Philips 764M)                                                               | AZ1(o WE54)-AK2(o WE32)-AL4(o WE38)-ABC1(o WE37)-AF3(oWE33)         |
| Phonola            | Radiorurale (prodotta in due versioni con piccole differenze estetiche)                                                | 57-58-2A6-47-80                                                     |
| Phonola            | 680 R.R. Radiorurale                                                                                                   | AK1-AF2-75-E443H-1561                                               |
| RadioMarelli       | RD10 Radiorurale (derivata dal modello RadioMarelli Damayante prima serie)                                             |                                                                     |
| RadioMarelli       | RD18 Radiorurale (derivata dal modello RadioMarelli Vertumno)                                                          | 6A7-78-75-41-180(o 80)                                              |
| RadioMarelli       | RD51 Radiorurale (derivata dal modello RadioMarelli Alcor)                                                             | 6A7-78-75-42-80                                                     |
| RadioMarelli       | RD66 Radiorurale | 6A7-78-75-42-80                                                     |
| Safar              | Radiorurale | 57-58-57-47-80 (Valvole Fivre con bulbo in vetro trasparente rosso) |
| Savigliano         | R. Radiorurale (prodotta in tre versioni con piccole differenze estetiche)                                             | 6A7-78-75-41-80                                                     |
| S.I.T.I.           | R. Radiorurale (derivata dal modello S.I.T.I. 530)                                                                     | 57-58-57-47-80                                                      |
| S.I.T.I.           | R. Radiorurale (derivata dal modello S.I.T.I. 560)                                                                     | 6A7-78-6B7-41-80                                                    |
| S.I.T.I.           | R. Radiorurale | 6A7-78-6B7-41-80                                                    |
| Telefunken         | Radiorurale |                                                                     |
| Telefunken         | Radiorurale (derivata dal modello Telefunken 544)                                                                      |                                                                     |
| Unda Radio         | E.R.R. Radiorurale (prodotta in due versioni con piccole differenze estetiche, derivata dal modello Unda Radio M.U.51) | 6A7-78-75-41-80                                                     |
| Unda Radio         | E.R.R. Radiorurale R.R.35 (derivata dal modello Unda Radio M.U. 60)                                                    | 6A7-78-75-41-80                                                     |
| Unda Radio         | E.R.R. Radiorurale (derivata dal modello Unda Radio Mono Unda 50)                                                      | 6A7-78-75-41-80                                                     |
| Unda Radio         | R.R. Radiorurale (serie 1937) (derivata dal modello Unda Radio Mono Unda 537)                                          | 6A7-78-75-41-80                                                     |
| Unda Radio         | R.R. Radiorurale (serie 1937-38)                                                                                       | 6A7-78-75-42-80                                                     |
| Unda Radio         | R.R. Radiorurale (derivata dal modello Unda Radio Mono Unda 538)                                                       | 6A7-78-75-41-80                                                     |
| Unda Radio         | R.R. Radiorurale (derivata dal modello Unda Radio Mono Unda 511)                                                       | 6A8-6K7-6Q7-6K6-80                                                  |